# 仇伯华
仇伯华（1953年8月—），江苏宜兴人，中华人民共和国政治人物、外交官。

## 生平
1974年，毕业于北京外国语学院亚非语系，进入中华人民共和国外交部工作。1976年，在驻老挝大使馆工作。1980年，赴外交学院进修英语。1982年，在外交部非洲司任职。1983年，任驻老挝大使馆随员，后升三等秘书。1985年，前往湖北省支教两年。1987年，任驻津巴布韦大使馆二等秘书，后升一等秘书。1992年，任外交部非洲司一等秘书。1993年，任驻莱索托大使馆一等秘书，后升参赞。1996年，任驻津巴布韦大使馆参赞。1999年，任外交学院党委副书记。2003年8月，出任中华人民共和国驻莱索托大使。2008年，任外交部中非合作论坛事务大使。2010年5月，出任中华人民共和国驻巴布亚新几内亚大使。2014年2月，自驻巴布亚新几内亚大使离任。

## 家庭
已婚，有一女。